# Cerro Peró
Der Cerro Peró, Guaraní Yvyty Perõ (deutsch: kahler Berg), auch Cerro Tres Kandú oder Cerro 3 Kandú, ist mit einer Höhe von 842 m die höchste Erhebung des südamerikanischen Staates Paraguay. Er liegt im Departamento Guairá in der Gemeinde General Eugenio A. Garay und ist Teil der Cordillera del Ybytyruzú und des Nationalparks Ybytyruzú.
Die Erhebung ist von strategischer Bedeutung für das paraguayische Militär und für die Telekommunikation in Paraguay.
In der Cordillera del Ybytyruzú gibt es nahe den Orten Villarrica und Mbuyapey zwei weitere Erhebungen mit dem Namen Cerro Peró.

## Weblink
- Cerro Peró auf Peakbagger.com (englisch)